# جزيرة نيم
هو جزيرة نيم في 2008 والأسترالي فيلم المغامرة الخيال من إخراج جنيفر ومارك ليفين Flackett وبطولة أبيجيل بريسلين، جودي فوستر، وجيرارد بتلر. وتستند القصة على قصة للأطفال من نفس الاسم من قبل ويندي أور. فتاة صغيرة، نيم، يسعى مساعدة من مؤلف مسلسلها مغامرة المفضلة عند الأب لها عالم غني عن المفقودين. نيم، على الرغم من يعيش على جزيرة في جنوب المحيط الهادئ. المؤلف، ألكسندرا روفر، هو مرتهب الميادين ويعيش في سان فرانسيسكو. بينما يحاول التغلب على الخوف من الأماكن المكشوفة روفر لها من أجل الواردة في البحث لها، ويحاول نيم للتغلب على خوفها من فقدان والدها. في هذه الأثناء، تحاول شركة سفينة سياحية لغزو جزيرة نيم مع السياح غير مألوف.

## ابطال الفيلم
- نيم/أبيجيل بريسلين
- جاك/جيرارد بتلر
- الكسندرا روفر/جودي فوستر

وقد كلف إنتاج هذا الفيلم 39 مليون دولار.
فيلم نيمز ايلاند ، جزيره نيم.

## روابط خارجية
- جزيرة نيم على موقع IMDb (الإنجليزية)
- جزيرة نيم على موقع ميتاكريتيك (الإنجليزية)
- جزيرة نيم على موقع روتن توميتوز (الإنجليزية)
- جزيرة نيم على موقع نتفليكس (الإنجليزية)
- جزيرة نيم على موقع قاعدة بيانات الأفلام العربية
- جزيرة نيم على موقع ألو سيني (الفرنسية)
- جزيرة نيم على موقع Turner Classic Movies (الإنجليزية)
- جزيرة نيم على موقع أول موفي (الإنجليزية)
- جزيرة نيم على موقع بوكس أوفيس موجو (الإنجليزية)
- جزيرة نيم على موقع فيلمافينيتي (الإسبانية)